# Anastilosis

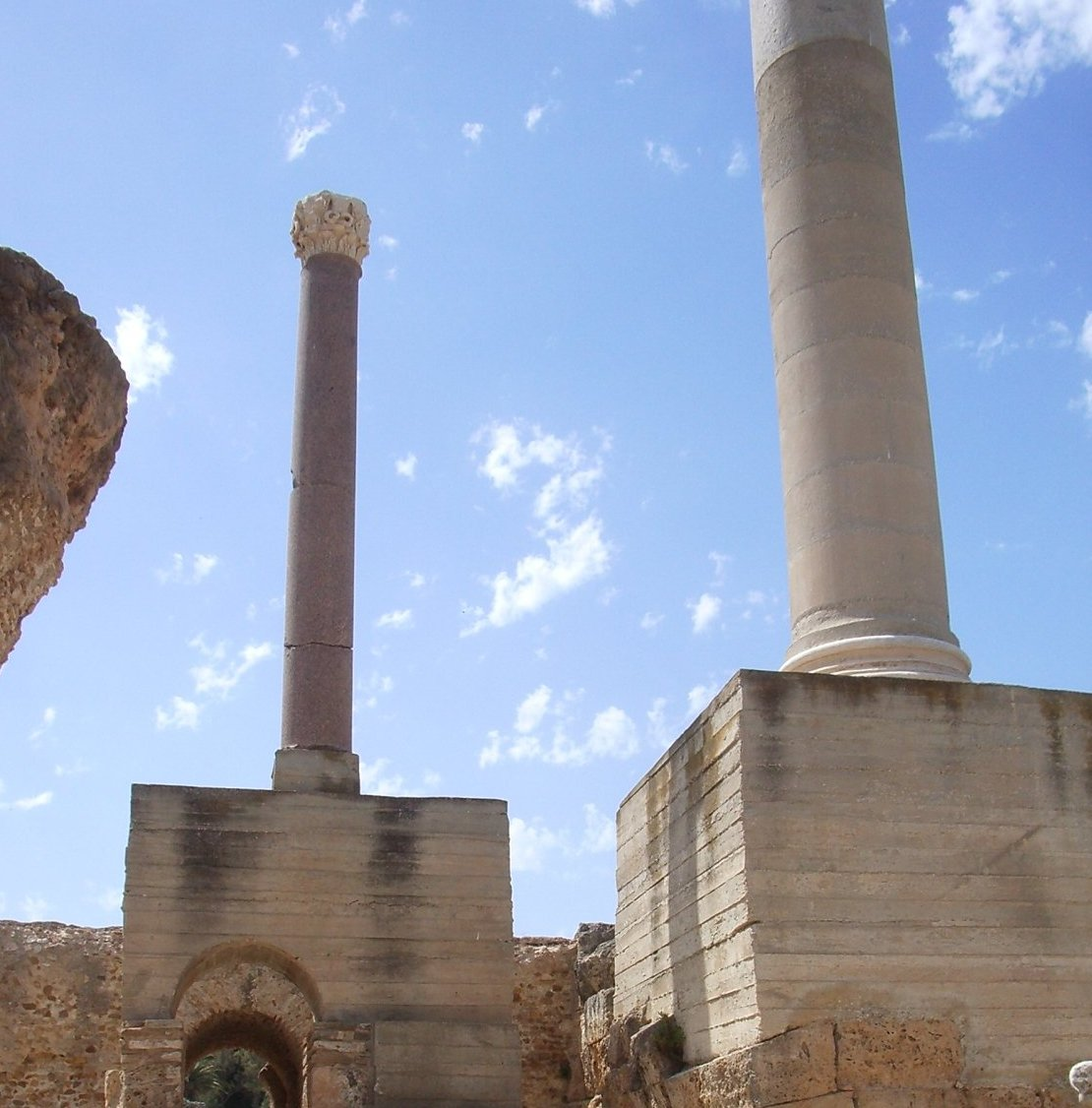
Columnas de las Termas de Antonino de Cartago después de la anastilosis.

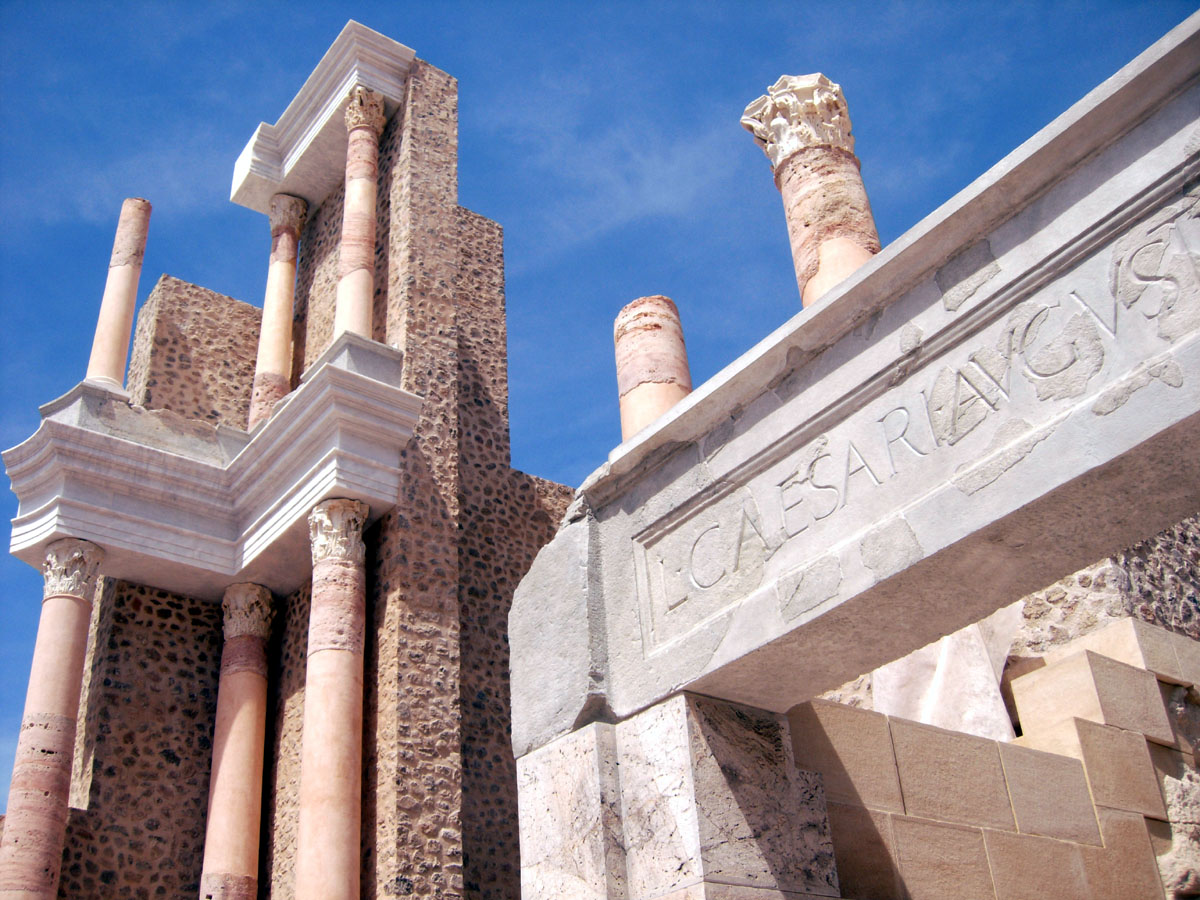
Anastilosis en el Teatro romano de Cartagena.

La anastilosis (del griego ἀνά "hacia arriba" y στύλος "columna") es un término arqueológico que designa la técnica de reconstrucción de un monumento en ruinas a partir de sus elementos dispersos, que se recolocan en su posición original gracias al estudio metódico del ajuste entre las partes.
La anastilosis puede ser una operación sencilla en el caso de los monumentos antiguos de gran aparejo, donde cada bloque tenía un lugar definido; sin embargo, es mucho más difícil de realizar en monumentos con piedras intercambiables como los edificios medievales. La anastilosis parcial de estos sólo es posible para las partes encontradas en conexión (generalmente en excavaciones).
Cuando faltan elementos se puede recurrir a añadidos de elementos modernos (cemento, yeso, resina, etc.), en cuyo caso es importante que los materiales nuevos sean fácilmente distinguibles, para evitar una interpretación errónea del resultado.
Es necesaria la prudencia para dar solución a la anastilosis, y en todos los casos la elección de esta técnica debe estar precedida de un estudio científico colegial. Esto plantea un cierto número de cuestiones:
- Por riguroso que sea el estudio previo a la anastilosis, un error de interpretación puede llevar a reconstruir el monumento de manera equivocada.
- Los daños eventuales (a menudo mínimos) que pueden sufrir los elementos durante el ensamblaje.
- El hecho de que un mismo elemento pueda ser utilizado en diferentes monumentos de diferente periodos. Utilizar este elemento en una construcción es negar los otros.

## Anastilosis en la Carta de Venecia

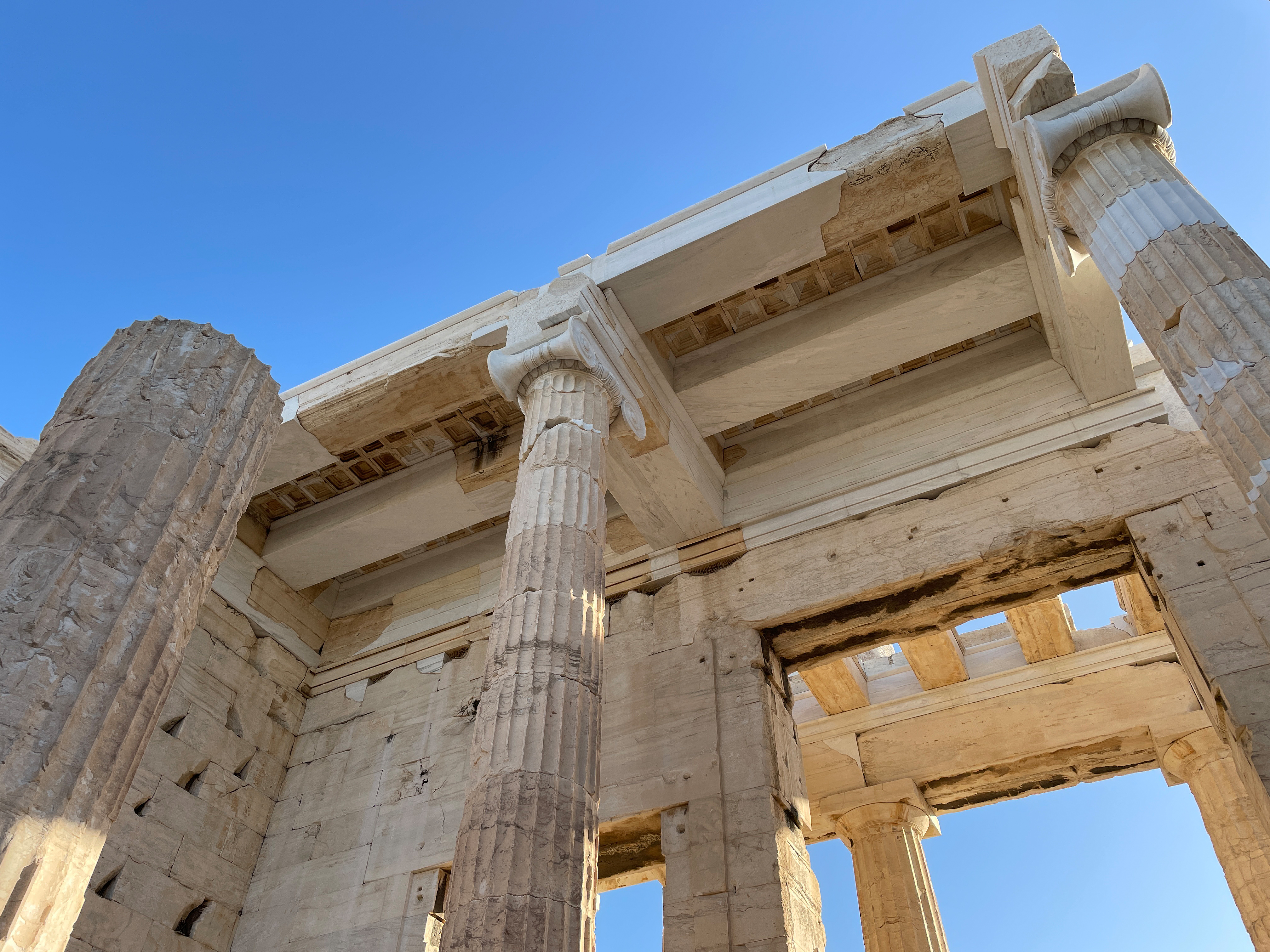
Los componentes de reemplazo son claramente reconocibles en los capiteles jónicos y el arquitrabe de los Propileos de la Acrópolis de Atenas.

La Carta Internacional de Venecia de 1964, que establece los principios comunes que deben presidir la conservación y la restauración del patrimonio, detalla los criterios para la anastilosis.
Primero, la condición original de la estructura debe ser confirmada científicamente. 
Segundo, se debe determinar la ubicación adecuada de cada componente recuperado. 
Tercero, los componentes complementarios deben limitarse a los necesarios para la estabilidad (es decir, los componentes sustitutos nunca pueden estar en la parte superior) y deben ser reconocibles como materiales de reemplazo. 
Cuarto, no se permite la construcción nueva con el fin de llenar las lagunas aparentes.

## Ejemplos de anastilosis
- El Templo de Debod tras ser trasladado a Madrid en 1970
- A gran escala en los monumentos del yacimiento arqueológico de Angkor en Camboya, a iniciativa de la École française d'Extrême-Orient, con la excepción del Ta Prohm dejado en el estado en que estaba
- La restauración del complejo funerario del rey Zoser por Jean-Philippe Lauer (Saqqara)
- Templo de Satet en Isla Elefantina por el Instituto Arqueológico Alemán
- La Estoa de Átalo en el Ágora griega de Atenas, por la Escuela Americana de Estudios Clásicos de Atenas (1952-56)
- La capilla roja (Karnak)
- La estupa de Borobudur, Indonesia
- El palacio cretense de Cnosos por el arqueólogo Arthur John Evans
- La gran columna del frigidarium de las Termas de Antonino de Cartago
- El Teatro romano de Cartagena (España) se ha reconstruido parcialmente usando métodos reversibles con una anastilosis limitada, considerando la cantidad de fragmentos encontrada (2008).